# Dakota Mamola
Dakota Mamola (Barcelona, 21 oktober 1994) is een Belgisch-Amerikaans motorcoureur.

## Levensloop
Hij is de zoon van de Amerikaanse motorcoureur Randy Mamola en een Belgische moeder. Hierdoor heeft hij de dubbele nationaliteit.
Mamola racete in het verleden met een Spaanse licentie, later maakte hij gebruik van een Belgische licentie. Hij was in deze periode (2014) actief bij team Aspar in het Spaanse Moto2 kampioenschap, tevens viel hij dat seizoen in in het Moto2-wereldkampioenschap na het uitvallen van zijn teamgenoot Nico Terol.
In 2015 was hij niet actief en in 2016 maakte hij de overstap naar het MotoAmerica kampioenschap, alwaar hij aansloot bij het HB Racing/Meen Yamaha team.